# Győri Egyetértés Torna Osztály FC
El Győri Egyetértés Torna Osztály FC (literalment: Departament de Gimnàstica de Concordança de Győr), sovint conegut com a Győri ETO FC, és un club hongarès de futbol de la ciutat de Győr. Els seus colors són el verd i el blanc.

## Història
Evolució del nom:
- 1904: Győri Vagongyár ETO
- 1950: Győri Vasas SC ETO
- 1952: Győri Vasas
- 1953: Vasas SE Győr
- 1954: Wilhelm Pieck Vasas ETO SK Győr
- 1957: Magyar Wilhelm Pieck Vagon- és Gépgyár ETO Győr
- 1957: Győri Vasas ETO
- 1965: Rába ETO Győr
- 1985: Győri ETO FC
- 1992: Rába ETO FC Győr
- 1994: Győri ETO FC

## Palmarès
- Lliga hongaresa de futbol (4): 1963, 1982, 1983, 2013
- Copa hongaresa de futbol (4): 1965, 1966, 1967, 1979

## Futbolistes destacats
- Károly Palotai
- Gyula Hajszán
- Peter Vermes
- Vasile Miriuţă
- Miklós Fehér
- Tamás Priskin
- Sulejman Demollari

## Entrenadors destacats
- Károly Fogl II
- Nándor Hidegkuti
- Lajos Baróti
- Ferenc Szusza
- József Kiprich

## Altres seccions
El Győri ETO té diverses seccions destacades en el panorama esportiu hongarès. La secció d'handbol ha guanyat bastants campionats nacionals i la Copa EHF europea el 1986 amb el nom de Rába Vasas ETO Győr. L'equip femení d'handbol s'anomena Győri ETO Kézilabda Club i també ha tingut bones temporades a nivell europeu.